# Хамфри (Арканзас)
Хамфри (енгл. Humphrey) град је у америчкој савезној држави Арканзас.

## Демографија
По попису из 2010. године број становника је 557, што је 249 (-30,9%) становника мање него 2000. године.
| Група             | 2000.       | 2010.       |
| Белци             | 463 (57,4%) | 344 (61,8%) |
| Афроамериканци    | 326 (40,4%) | 200 (35,9%) |
| Азијати           | 0 (0,0%)    | 0 (0,0%)    |
| Хиспаноамериканци | 7 (0,9%)    | 7 (1,3%)    |
| Укупно            | 806         | 557         |